# Kiyoko Suizenji
Kiyoko Suizenji 水前寺 清子 (Suizenji Kiyoko?), pseudonimo di Tamiko Hayashida 林田 民子 (Hayashida Tamiko?) (Chūō-ku, 9 ottobre 1945), è una cantante e attrice giapponese.

## Discografia

### Singoli
| Anno | Titolo                    | Note |
| ---- | ------------------------- | ---- |
| 1964 | Namida o Daita Wataridori |      |
| 1966 | Ippon Dokko no Uta        |      |
| 1967 | Itsu Demo Kimi wa         |      |
| 1968 | 365 step's march          |      |
| 1971 | Odon ga Kuni wa           |      |
| 1972 | Shōwa Hōrō-ki             |      |
| 1975 | Maya the Honey Bee        |      |
| 1993 | Dosukoi!! Tarō            |      |

## Album

### In studio
| Anno | Titolo                                                                    | Note |
| ---- | ------------------------------------------------------------------------- | ---- |
| 1968 | Omoide no Gunka o Utau                                                    |      |
| 1968 | Mugi to Heitai: Kiyoko Suizenji Senji Kayō o Utau Aikan no Senji Kayō-shū |      |
| 1969 | Senyū: Kiyoko Suizenji Aishū no Gunka o Utau                              |      |
| 1970 | Ōtone Zukiyo: Kiyoko Suizenji Chimata no Uta Best 12                      |      |
| 1971 | Nen Gara Komori-uta: Kiyoko Suizenji Kokoro no Furusato o Utau            |      |
| 1972 | Ohikae Nasu Tte! Cheetah desu: Kiyoko Suizenji Ninkyō Kayō o Utau         |      |
| 1974 | Toki wa Nagareru                                                          |      |
| 1978 | Matatabi                                                                  |      |
| 1981 | Tsurezure Utamakura                                                       |      |
| 1984 | Ya! Cheetah                                                               |      |
| 1988 | Cheetah no Kamona My House                                                |      |
| 1994 | Kiyoko Suizenji Kashu Seikatsu 30-shūnen Tokubetsu Kikaku Arigatō 30-nen  |      |

### Dal vivo
| Anno | Titolo                                                 | Note |
| ---- | ------------------------------------------------------ | ---- |
| 1970 | Subarashī Bōken Cheetah! Suizenji Kiyoko Live In Tokyo |      |
| 1982 | Kiyoko Suizenji Recital: Enkajinsei Ōen Uta            |      |

### Antologie
| Anno | Titolo                                                                   | Note |
| ---- | ------------------------------------------------------------------------ | ---- |
| 1967 | Naitewaratte Hitori Tabi: Anata o Yusaburu Cheetah no Koe                |      |
| 1968 | Kiyoko Suizenji Golden Hit: "Namida o Daita Wataridori" Kara "Enka" Made |      |
| 1977 | Jinsei no Ōen Uta                                                        |      |
| 2013 | Golden Best Kiyoko Suizenji RCA Years                                    |      |
| 2013 | Kiyoko Suizenji no Sekai                                                 |      |

## Filmografia

### NHK Kōhaku Uta Gassen
| Anno / No. | Numero | Canzone                                | Ordine di apparizione | Avversario            | Osservazioni    |
| ---------- | ------ | -------------------------------------- | --------------------- | --------------------- | --------------- |
| 1965 / 16° | 1°     | "Namida o Daita Wataridori"            | 20/25                 | Hideo Murata (1°)     |                 |
| 1966 / 17° | 2°     | "Ippon Dokko no Uta"                   | 20/25                 | Hideo Murata (2°)     |                 |
| 1967 / 18° | 3°     | "Dōdō Dokko no Uta"                    | 1/23                  | Kazuo Funaki          | Top batter (1°) |
| 1968 / 19° | 4°     | "Otoko de Yoisho"                      | 21/23                 | Kyu Sakamoto          |                 |
| 1969 / 20° | 5°     | "Shinjitsu Ichiro no March"            | 7/23                  | Akira Mita            |                 |
| 1970 / 21° | 6°     | "Dai Shōbu"                            | 1/24                  | Hideo Murata (3)      | Top batter (2°) |
| 1971 / 22° | 7°     | "Ā Otokonara Otokonara"                | 24/25                 | Hiroshi Mizusawa      | Tori mae (1°)   |
| 1972 / 23° | 8°     | "Shōwa Hōrō-ki"                        | 22/23                 | Akira Fuse            | Tori mae (2°)   |
| 1973 / 24° | 9°     | "Ippon Dokko no Uta" (2nd time)        | 19/22                 | Haruo Minami (1°)     |                 |
| 1974 / 25° | 10°    | "Teppen Ma-gokoro"                     | 14/25                 | Saburō Kitajima       |                 |
| 1975 / 2°h | 11°    | "Dai Shōbu" (2nd time)                 | 10/24                 | Hideo Murata (4°)     |                 |
| 1976 / 27° | 12°    | "Kimen-ji"                             | 16/24                 | Hideo Murata (5°)     |                 |
| 1977 / 28° | 13°    | "Kokū Taiko"                           | 14/24                 | Saburō Kitajima (2°)  |                 |
| 1978 / 29° | 14°    | "Higo no Komageta"                     | 14/24                 | Frank Nagai           |                 |
| 1979 / 30° | 15°    | "Namida o Daita Wataridori" (2nd time) | 15/23                 | Haruo Minami (2°)     |                 |
| 1980 / 31° | 16°    | "San Byaku Rokujūgoho no March"        | 19/23                 | Haruo Minami (3°)     |                 |
| 1981 / 32° | 17°    | "Ariake no Umi"                        | 6/22                  | Haruo Minami (4°)     |                 |
| 1982 / 33° | 18°    | "Dai Shōbu" (3rd time)                 | 6/22                  | Haruo Minami (5°)     |                 |
| 1983 / 34° | 19°    | "Asakusa Monogatari"                   | 21/21                 | Takashi Hosokawa (1°) | Tori            |
| 1984 / 35° | 20°    | "Naniwabushida yo Jinsei wa"           | 9/20                  | Takashi Hosokawa (2°) |                 |
| 1985 / 36° | 21°    | "Jinsei Yume Shamisen"                 | 15/20                 | Takashi Hosokawa (3°) |                 |
| 1986 / 37° | 22°    | "Otoko San Byaku Roku Jū-do"           | 15/20                 | The Checkers          |                 |

### Drama
| Anno | Titolo                                                                                 | Ruolo                                  | Network  | Note                         |
| ---- | -------------------------------------------------------------------------------------- | -------------------------------------- | -------- | ---------------------------- |
| 1969 | Ten to Chi to                                                                          | Yae                                    | NHK      |                              |
| 1970 | Arigatō                                                                                | Hikaru Yomo, Shin Furuyama, Ai Shimura | TBS      | Protagonista                 |
| 1971 | Onna to Misoshiru                                                                      |                                        | TBS      | Episodio 18                  |
| 1971 | Tenka Gomen                                                                            |                                        | NHK      | Narrazione                   |
| 1972 | Seishun o Tsuppashire                                                                  | Kiyoko Mizumachi                       | Fuji TV  | Episodio 16                  |
| 1974 | Hōnen Mansaku                                                                          |                                        | Fuji TV  | Protagonista                 |
| 1974 | Tōkaidō Nē-chan Jingi                                                                  |                                        | Fuji TV  | Protagonista                 |
| 1975 | Ashita ga Gozaru                                                                       | 世渡集子?, Seto Shuko                  | TBS      |                              |
| 1976 | Baketan Kazoku                                                                         |                                        | TV Asahi |                              |
| 1976 | Ōedo Sōsamō                                                                            | Okiyo                                  | TV Tokyo | Episodio 269                 |
| 1979 | Zenigata Heiji                                                                         |                                        | Fuji TV  | Episodio 691                 |
| 1984 | Abarenbō Shōgun II                                                                     | Okei                                   | TV Asahi | Episodio 43                  |
| 1985 | Hissatsu Shigoto Jini Gaiden Mondo, Dai Nana Kiheitai to Tatakau Ōtone Western Tsukiyo | Oshika/Yellow Deere                    | ABC      |                              |
| 1986 | Kokoro wa Lonely, Kimochi wa "..." IV                                                  |                                        | Fuji TV  |                              |
| 1987 | Manga-dō: Seishun-hen                                                                  | Terue Suga                             | NHK      |                              |
| 1999 | Kyōshūjo Monogatari                                                                    | Miyuki Takanashi                       | TBS      |                              |
| 2002 | Hōigaku Kyōshitsu no Jiken File                                                        | Yumiko Nakane                          | TV Asahi |                              |
| 2003 | Okā-san to Issho                                                                       | Yoshie Aramaki                         | Fuji TV  |                              |
| 2003 | Victory! Foot Girls no Seishun                                                         |                                        | Fuji TV  |                              |
| 2005 | Keisatsuchō Naitei Kansatsu-kan Aoi Sakurazawa no Jiken-bo                             | Aoi Sakurazawa                         | TBS      | Protagonista                 |
| 2005 | Kagai Jugyō Yōkoso-senpai                                                              |                                        | NHK      |                              |
| 2007 | Oishinbo                                                                               |                                        | Fuji TV  |                              |
| 2008 | Shin Kyōto Meikyū Annai 5                                                              | Ritsuko Satake                         | TV Asahi | Serie 10-Episodio 1 (Ospite) |
| 2009 | Mito Kōmon                                                                             | Noriyo                                 | TBS      | Episodio 6                   |
| 2013 | Sazae-san                                                                              |                                        | Fuji TV  | Ospite speciale              |
| 2013 | Senryoku-gai Sōsa-kan                                                                  | Sueko Kitasato                         | NTV      | Episodio 7                   |

### Serie televisive
| Anno                       | Titolo             | Network                | Note          | Fonti |
| -------------------------- | ------------------ | ---------------------- | ------------- | ----- |
|                            | Yoru no Hit Studio | Fuji TV                |               |       |
| NTV Kōhaku Uta no Best Ten | NTV                | Akagumi Shodai captain |               |       |
| Kyūshū Doyō Present        | NHK                |                        |               |       |
| Cheetah 55-gō              | TBS                |                        |               |       |
| 1977                       | Tobe! Songokū      | TBS                    | Voce          |       |
| 1996                       | Wide!Scramble      | TV Asahi               | Presentatrice |       |
|                            | BS Fureai Stage    | NHK BS2                | Moderatrice   |       |
| Shibuya Raibu Stage        | NHK BS2            | Moderatrice            |               |       |
| Shōwa Kayō Taizenshū       | TV Tokyo           | Moderatrice            |               |       |
| 2016                       | Do You Saturday?   | BS Fuji                |               | [ 1 ] |

## Riconoscimenti
- Quarta Classe, Raggi d'Oro con Rosetta (2019)